# Szew transeuropejski

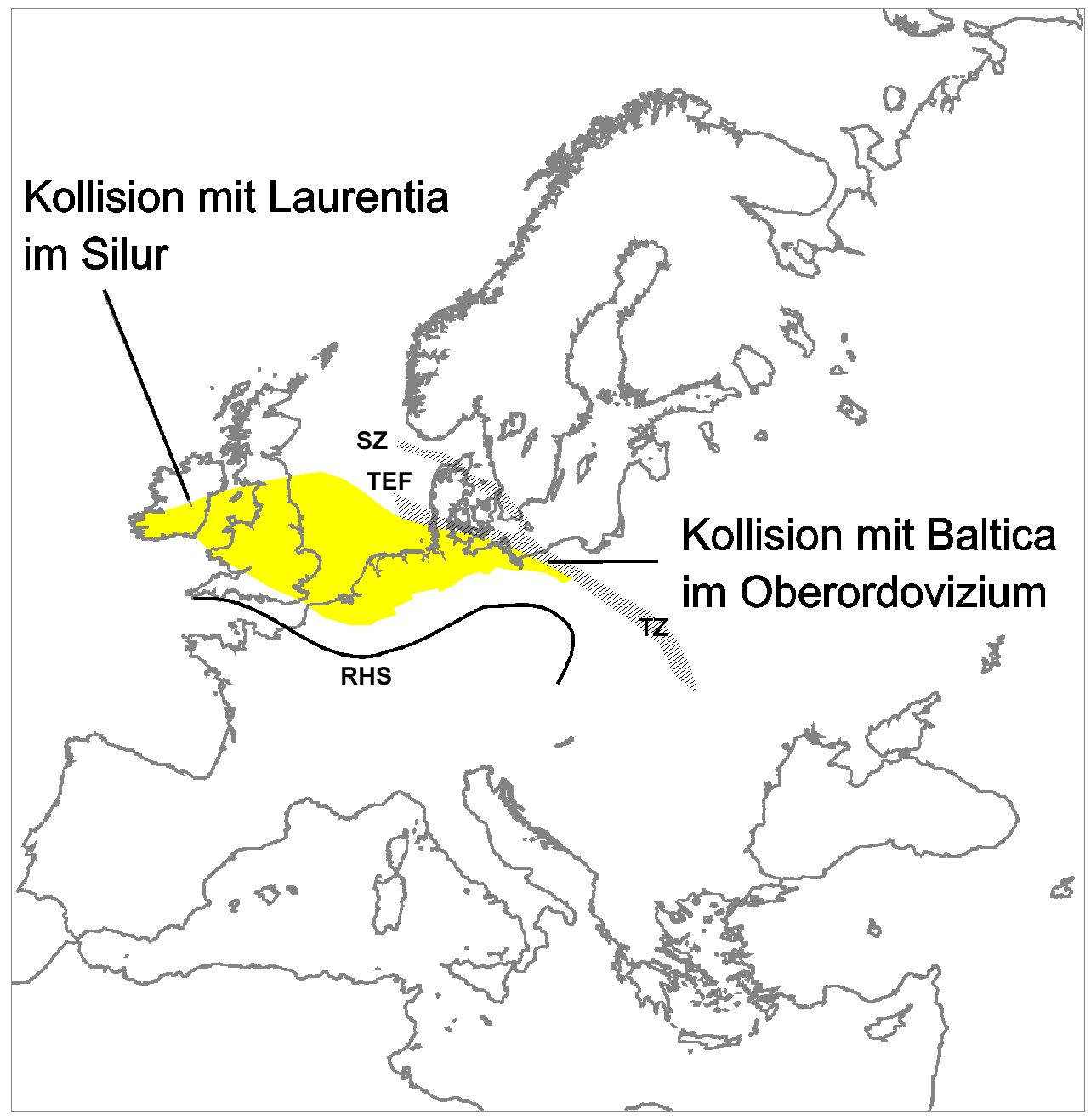
Strefy Teisseyre’a-Tornquista (TZ) i Sorgenfreia-Tornquista (SZ) stanowią część strefy szwu transeuropejskiego

Szew transeuropejski (strefa szwu transeuropejskiego, ang. Trans European Suture Zone, TESZ; strefa Gutercha) – wielki szew tektoniczny na obszarze Europy, w granicach płyty eurazjatyckiej. Stanowi obszar graniczny między platformą wschodnioeuropejską (prekambryjską) i platformą paleozoiczną Europy Zachodniej.

## Charakterystyka
Szew transeuropejski leży wzdłuż granicy platformy wschodnioeuropejskiej z jednostkami geologicznymi składającymi się na Europę Zachodnią. Ciągnie się od Morza Północnego przez Danię, północne Niemcy, Polskę, Ukrainę, Rumunię i Mołdawię do północnego wybrzeża Morza Czarnego na długości około 2000 km. Szerokość szwu transeuropejskiego wynosi od 50 do 100 km. Na terenie Polski szew transeuropejski biegnie w przybliżeniu wzdłuż linii prostej od wybrzeża Morza Bałtyckiego w okolicy Kołobrzegu do granicy z Ukrainą koło Przemyśla.
Szew transeuropejski odznacza się dużą grubością skorupy ziemskiej – od 50 do 55 km, podczas gdy po jego północnej stronie grubość ta wynosi 42-47 km, a po południowej – 30-55 km. Miąższość litosfery zmienia się z zachodu na wschód od 80 do 150 km. Cechą charakterystyczną strefy szwu transeuropejskiego jest występowanie bezpośrednio nad powierzchnią nieciągłości Mohorovičicia, na głębokości 44-54 km, warstwy przejściowej różniącej się właściwościami zarówno od płaszcza, jak i od skorupy Ziemi. Zidentyfikowana wcześniej strefa Teisseyre’a-Tornquista, będąca ciągiem głębokich rozłamów, stanowi wschodnią granicę szwu transeuropejskiego.

## Badania
Strefa szwu transeuropejskiego jest głęboko ukryta pod osadami i nie znajduje odzwierciedlenia na powierzchni. Do zidentyfikowania strefy szwu transeuropejskiego doszło dopiero w latach 90. XX wieku w wyniku szeroko zakrojonych badań sejsmicznych, magnetycznych, grawimetrycznych  i termicznych, w szczególności głębokich sondowań sejsmicznych na terenie Polski. Wskazówką do istnienia ważnej granicy tektonicznej była znana wcześniej strefa Teisseyre’a-Tornquista. Do prowadzonych na szeroką skalę badań sejsmicznych obejmujących strefę TESZ należały eksperymenty POLONAISE '97 i CELEBRATION 2000.

## Powstanie szwu
Szew transeuropejski tworzył się i ulegał modyfikacjom przez setki milionów lat. Jeszcze w ediakarze (neoproterozoik) otworzył się ocean Tornquista (uznawany też za część oceanu Japetus) i utworzyła się krawędź pasywna u południowo-wschodniego wybrzeża kontynentu Bałtyki. Niektóre jednostki tektoniczne wchodzące w skład późniejszej strefy szwu transeuropejskiego powstały już podczas orogenezy kadomskiej, jednak dopiero w trakcie orogenezy kaledońskiej, w późnym ordowiku i sylurze, miało miejsce zderzenie Bałtyki z mikrokontynentem Awalonii, które utworzyło basen przedpola i północną część szwu transeuropejskiego.

## Zobacz
- strefa Teisseyre’a-Tornquista